# Стари Град
Стари Град (итал. Cittàvecchia) је град у Хрватској на острву Хвару, у Сплитско-далматинској жупанији.

## Име
Становници га зову Стори Грод. Такође га зову и Паиз, иако се тај назив више односи на уже, старије градско језгро.

## Положај
Налази се на острву Хвару, на западу, на дну Старогројске увале (Старогруојчице ).

## Историја
До територијалне реорганизације у Хрватској налазио се у саставу старе општине Хвар.
Основан је као старогрчки Pharos, иако, због чињенице да је смештен на врло повољном месту, врло је могуће да је ту постојало и неко старије илирско насеље.

## Становништво
На попису становништва 2011. године, град Стари Град је имао 2.781 становника, од чега у самом Старом Граду 1.885.

### Град Стари Град
| Број становника по пописима | Број становника по пописима | Број становника по пописима | Број становника по пописима | Број становника по пописима | Број становника по пописима | Број становника по пописима | Број становника по пописима | Број становника по пописима | Број становника по пописима | Број становника по пописима | Број становника по пописима | Број становника по пописима | Број становника по пописима | Број становника по пописима | Број становника по пописима |
| --------------------------- | --------------------------- | --------------------------- | --------------------------- | --------------------------- | --------------------------- | --------------------------- | --------------------------- | --------------------------- | --------------------------- | --------------------------- | --------------------------- | --------------------------- | --------------------------- | --------------------------- | --------------------------- |
| 1857.                       | 1869.                       | 1880.                       | 1890.                       | 1900.                       | 1910.                       | 1921.                       | 1931.                       | 1948.                       | 1953.                       | 1961.                       | 1971.                       | 1981.                       | 1991.                       | 2001.                       | 2011                        |
| 4.494                       | 4.720                       | 5.511                       | 5.990                       | 5.975                       | 5.007                       | 5.027                       | 4.258                       | 3.388                       | 3.433                       | 3.231                       | 3.016                       | 2.857                       | 2.884                       | 2.817                       | 2.781                       |

Напомена: Настао из старе општине Хвар.

### Стари Град (насељено место)
| Број становника по пописима | Број становника по пописима | Број становника по пописима | Број становника по пописима | Број становника по пописима | Број становника по пописима | Број становника по пописима | Број становника по пописима | Број становника по пописима | Број становника по пописима | Број становника по пописима | Број становника по пописима | Број становника по пописима | Број становника по пописима | Број становника по пописима | Број становника по пописима |
| --------------------------- | --------------------------- | --------------------------- | --------------------------- | --------------------------- | --------------------------- | --------------------------- | --------------------------- | --------------------------- | --------------------------- | --------------------------- | --------------------------- | --------------------------- | --------------------------- | --------------------------- | --------------------------- |
| 1857.                       | 1869.                       | 1880.                       | 1890.                       | 1900.                       | 1910.                       | 1921.                       | 1931.                       | 1948.                       | 1953.                       | 1961.                       | 1971.                       | 1981.                       | 1991.                       | 2001.                       | 2011                        |
| 2.843                       | 3.217                       | 3.363                       | 3.386                       | 3.120                       | 2.469                       | 2.468                       | 1.941                       | 1.446                       | 1.531                       | 1.460                       | 1.607                       | 1.676                       | 1.836                       | 1.906                       | 1.885                       |

Напомена: У 1869. садржи податке за насеља Рудина и Селца код Старог Града, као и део података у 1857. за насеље Рудина.
По Константину Порфирогениту некрштени Срби су први становници овога подручја након доласка Словена. Срби су основали подручје које се називало Паганија, а тим подручјем су владали три века.
Становници Старог Града себе зову Старограјанима/Старогруојкама, а постоји и облик Паезани/Паезонка.

### Попис1991.
На попису становништва 1991. године, насељено место Стари Град је имало 1.836 становника, следећег националног састава:
| Попис 1991.‍   | Попис 1991.‍  | Попис 1991.‍ | Попис 1991.‍ | Попис 1991.‍ |
| ------------- | ------------ | ----------- | ----------- | ----------- |
|               |              |             |             |             |
| Хрвати        | Хрвати       |             | 1.674       | 91,17%      |
| Југословени   | Југословени  |             | 40          | 2,17%       |
| Срби          | Срби         |             | 29          | 1,57%       |
| Муслимани     | Муслимани    |             | 18          | 0,98%       |
| Албанци       | Албанци      |             | 11          | 0,59%       |
| Чеси          | Чеси         |             | 6           | 0,32%       |
| Словенци      | Словенци     |             | 5           | 0,27%       |
| Словаци       | Словаци      |             | 4           | 0,21%       |
| Мађари        | Мађари       |             | 2           | 0,10%       |
| Македонци     | Македонци    |             | 2           | 0,10%       |
| Украјинци     | Украјинци    |             | 2           | 0,10%       |
| Црногорци     | Црногорци    |             | 2           | 0,10%       |
| Грци          | Грци         |             | 1           | 0,05%       |
| Немци         | Немци        |             | 1           | 0,05%       |
| Русини        | Русини       |             | 1           | 0,05%       |
| Турци         | Турци        |             | 1           | 0,05%       |
| остали        | остали       |             | 5           | 0,27%       |
| неопредељени  | неопредељени |             | 13          | 0,70%       |
| регион. опр.  | регион. опр. |             | 2           | 0,10%       |
| непознато     | непознато    |             | 17          | 0,92%       |
| укупно: 1.836 |              |             |             |             |

## Кретање становништва
Природно му гравитирају следећа насеља: Дол (локално: Дуол), Селца (локално: Сијелца, иј се меко изговори, слично као у руском ), Рудине, Врбањ (локално: Варбуоњ), Свирче.

## Наречје
Становници говоре чокавским наречјем, који је врста чакавско икавског дијалекта.

## Познате личности
- Тонћи Тадић, др физике, хрватски „Заступник године“ у Сабору
- Јанез Мароевић, хрватски маратонац
- Винко Шољан, алфа и омега Старогруојскег маратона (Pharos maratona) у даљинском пливању
- Тонко Мароевић, академик
- Јурај Бијанкини, хрватски политичар из доба народног препорода
- дон Шиме Љубић
- Петар Хекторовић, аутор „Рибања и рибарског приговарања“